# Jerzy Skolimowski (canottiere)
Jerzy Skolimowski (Łuków, 9 dicembre 1907 – Londra, 12 febbraio 1985) è stato un canottiere e architetto polacco.
Partecipò per la prima volta ad un'edizione dei Giochi olimpici a Amsterdam 1928 con l'otto maschile uscendo ai quarti di finale, a Los Angeles 1932 gareggiò con il due con ed il quattro con aggiudicandosi rispettivamente un bronzo ed un argento.
A Los Angeles partecipò anche come pittore nelle gare di arte.
L'anno successivo vinse la medaglia di bronzo ai campionati europei di Budapest nel due con.
Tre anni dopo partecipò ai suoi terzi e ultimi giochi olimpici a Berlino 1936 sempre nel due con e nel quattro con venendo subito eliminato sia nelle batterie che nei ripescaggi.
Laureato in architettura all'Università di Varsavia, durante la Seconda guerra mondiale combatté nella campagna di Polonia e successivamente si unì alle forze del governo polacco in esilio, prestò inoltre servizio nei reparti di intelligence nella penisola balcanica e venne coinvolto nella preparazione dello sbarco in Normandia. 
Al termine della guerra diventò un conosciuto architetto ed interior designer, progettando il Cimitero militare polacco di Montecassino.
Successivamente emigrò nel Regno Unito dove fu uno dei docenti dell'Università straniera polacca di Londra sotto lo pseudonimo George Skolly.
Nel 1966 progettò gli interni di alcuni edifici rappresentativi in Sudafrica, nel 1979 tornò a Londra dove morì nel 1985.
É sepolto nel cimitero Powązki di Varsavia.

## Palmarès
- Giochi olimpici

Los Angeles 1932: argento nel due con, bronzo nel quattro con.
- Campionati europei di canottaggio

Budapest 1933: argento con il due con.